# Rio Barboși
O Rio Barboşi é um rio da Romênia afluente do Rio Elan, localizado no distrito de Vaslui.